# 센길레이

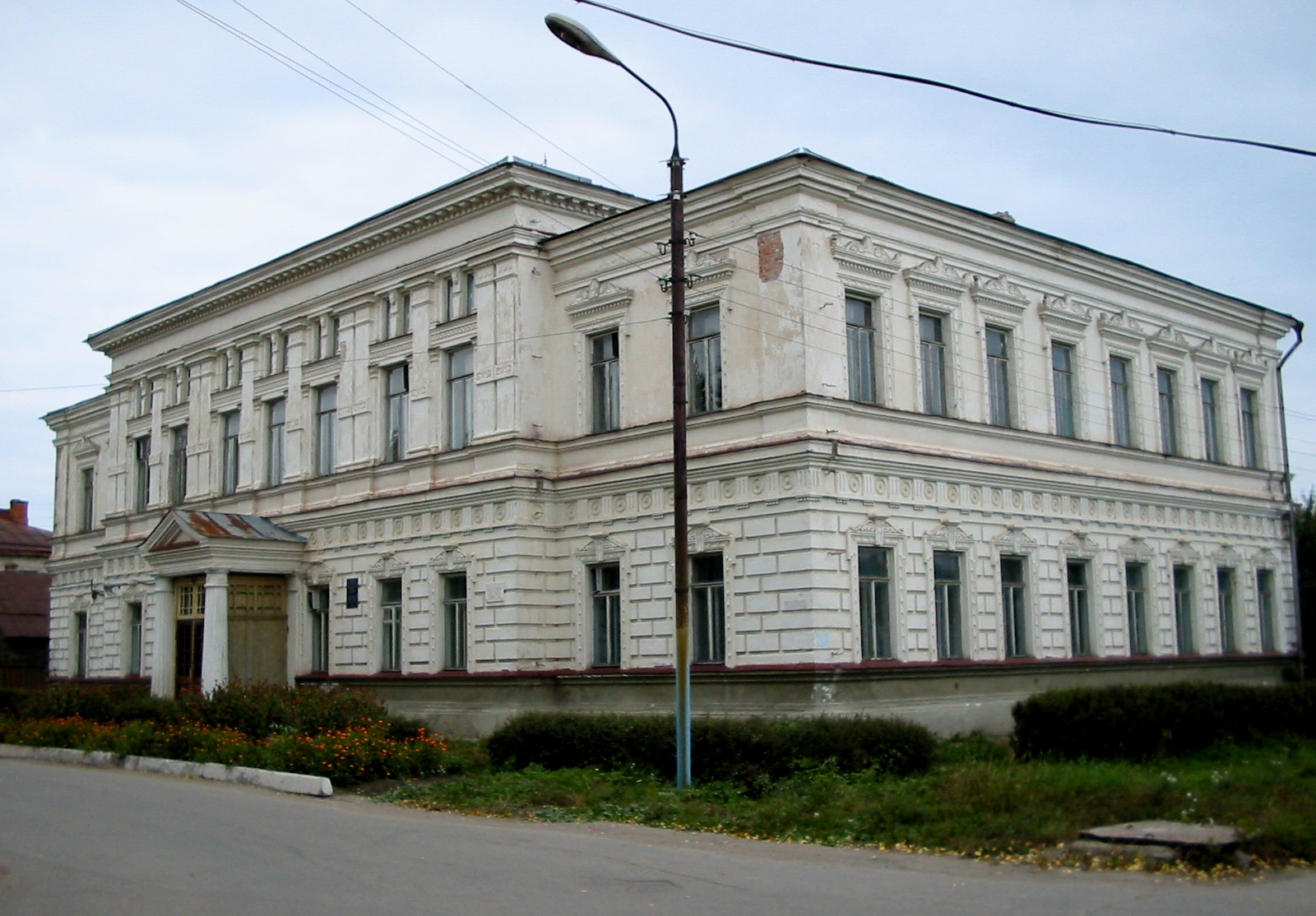

센길레이(러시아어: Сенгиле́й)는 울리야놉스크 주 센길레옙스키 군의 중심지이다.

## 개요
볼가강이 흐른다. 북쪽으로 72 km지점에 울리야놉스크가 위치해 있다.